# Valient Thorr
I Valient Thorr sono un gruppo musicale hard rock/metal statunitense formato nel 2001 a Chapel Hill (Carolina del Nord).

## Storia del gruppo
I Valient Thorr furono fondati nel 2001. In quell'anno pubblicarono due demo, Raw e We Come From The Morning Star, a cui seguì il primo album, autoprodotto, Stranded on Earth, e un tour negli Stati Uniti e nel Canada.
Sostituito il batterista Donn Thorr con Lucian Thorr, firmarono un contratto discografico con la Volcom Entertainment, con cui pubblicarono nel 2005 Total Universe Man. Durante il tour che seguì questo rilascio, Jjinn Thorr lasciò il gruppo e fu sostituito da Bjorn Thorr.
Nel 2006, in seguito all'uscita di Bjorn Thorr, Odinn Thorr entrò in gruppo, e la band pubblicò il terzo album Legend of the World. Nel 2007 Odinn Thorr fu sostituito da Voiden Thorr.
Nel 2008 diedero alle stampe Immortalizer il cui brano "Fall of Pangea" entrò nel videogioco Guitar Hero II, mentre "Heatseeker" in Need for Speed: Carbon. Nel 2010, dopo due anni di tournée mondiali, la band ha pubblicato un nuovo disco, intitoilato Stranger.

## Formazione

### Formazione attuale
- Valient Himself - voce
- Eidan Thorr - chitarra
- Dr. Professor Nitewolf Strangees - basso
- Sadat Thorr - chitarra
- Lucian Thorr - percussioni

### Ex componenti
- Donn Thorr - batteria
- Jinn Thorr - chitarra, tastiera
- Bjorn Thorr - chitarra
- Odinn Thorr - chitarra

## Discografia
| Title               | Release Date      | Label                |
| ------------------- | ----------------- | -------------------- |
| Stranded On Earth   | 1º luglio 2003    | Self-Released        |
| Total Universe Man  | 7 giugno 2005     | Volcom Entertainment |
| Legend of the World | 11 luglio 2006    | Volcom Entertainment |
| Immortalizer        | 17 giugno 2008    | Volcom Entertainment |
| In Heat (DVD)       | 4 novembre 2008   | Volcom Entertainment |
| Stranger            | 14 settembre 2010 | Volcom Entertainment |